# Fat Freddy's Drop
Fat Freddy's Drop est un groupe de musique originaire de Wellington en Nouvelle-Zélande composé de huit membres, évoluant dans un mélange de roots, dub, reggae, jazz et soul.
Leur premier album Live at the Matterhorn (2001) est une longue jam session enregistrée en live dans le populaire night club de Wellington. Jusqu'en 2005 ils sont surtout connus pour leurs concerts, et leur morceau Hope. Leur premier album studio, Based on a True Story, sort le 2 mai 2005 et se place numéro un en Nouvelle-Zélande dès le lendemain. Wandering Eye, le premier single extrait de cet album, restera 17 semaines dans le Top 40 néo-zélandais, avec un pic à la sixième position.
En 2005, ils dominent les New Zealand Music Awards, recevant une récompense dans toutes les catégories pour lesquelles ils étaient nommés : meilleur groupe, meilleur album, meilleur album roots néo-zélandais, et le choix du public. Le 18 décembre 2005, le groupe est récompensé par le titre d'album de l'année, décerné par plus de 20 000 auditeurs de la radio britannique BBC Radio 1.
Le groupe tourne sans relâche de 2006 à 2008, principalement en Nouvelle-Zélande et en Australie mais aussi en Europe. Un DVD retraçant ces concerts est édité par le groupe en 2008, sous le titre Fantastic Voyages vol. 1.
En mai 2009 parait leur deuxième album studio, Dr. Boondigga and The Big BW.
Après avoir annoncé la sortie de leur troisième album studio, Blackbird, fin 2012, celui-ci paraît en juin 2013.
Leur premier single, Silver and Gold, est découvert par le public lors d'un concert en novembre 2012. Celui-ci est également rendu disponible en téléchargement gratuit en avril 2013.
Le nom du groupe est inspiré par le LSD « Fat freddy » qui lui-même s'inspire du Chat de Fat Freddy, félin créé par l'auteur de bande dessinée underground Gilbert Shelton en 1969.
Chris Faiumu, l'un des membres fondateurs du groupe, meurt subitement le 16 juillet 2025 dans son sommeil,. Les causes du décès ne sont pas révélées.

## Composition
- Joe Dukie (Dallas Tamaira) : chant
- Tony Chang (Toby Laing) : cuivres (principalement trompette)
- Jetlag Johnson (Tehimana Kerr) : guitare
- Dobie Blaze (Iain Gordon) : claviers
- DJ Fitchie (Chris Faiumu) († 16 juillet 2025) : MPC
- Hopepa (Joe Lindsay) : trombone
- Chopper Reedz (Scott Towers) : saxophone (depuis 2007[5])

### Anciens membres
- Fulla Flash (Warryn Maxwell) : saxophone (jusqu'à 2007[5])

## Sources
1. ↑  Article sur Giantstep du 24 décembre 2012
2. ↑  Plateforme d'écoute et de téléchargement gratuit
3. ↑  (en) Tyson Beckett, « Fat Freddy’s Drop remember founder Christopher ‘Mu’ Faiumu after sudden death », sur nzherald.co.nz, 17 juillet 2025 (consulté le 20 juillet 2025).
4. ↑  (en) La rédaction de Stuff, « Music world pays tribute to Fat Freddy’s Drop founder Chris ‘Mu’ Faiumu », sur stuff.co.nz, 18 juillet 2025 (consulté le 20 juillet 2025).
5. 1 2  Notes de pochette de l'album Dr. Boondigga and The Big BW.